# Nienke Hommes
Nienke Heiltje Hommes (* 20. Februar 1977 in Haarlem) ist eine ehemalige niederländische Ruderin, die eine olympische Bronzemedaille im Achter gewann.
Die 1,80 m große Nienke Hommes vom Amsterdamer Ruderclub RV Skøll erreichte bei den Weltmeisterschaften 2002 das B-Finale im Doppelvierer und belegte in der Gesamtwertung den achten Platz. 2003 fuhr der Doppelvierer auf den neunten Platz. Auch die Weltcup-Saison 2004 begann Nienke Hommes Smulders im Doppelvierer, mit dem sie in der zweiten Weltcup-Regatta den sechsten Platz erreichte. Bei der dritten Regatta ruderte sie mit dem niederländischen Achter auf den zweiten Platz hinter dem US-Boot. Bei den Olympischen Spielen 2004 siegten die Rumäninnen, hinter dem US-Achter gewannen die Niederländerinnen die Bronzemedaille in der Besetzung Froukje Wegman, Marlies Smulders, Nienke Hommes, Hurnet Dekkers, Annemarieke van Rumpt, Annemiek de Haan, Sarah Siegelaar, Helen Tanger und Steuerfrau Ester Workel. 2005 ruderte Hommes die ganze Saison im Achter. Bei den Weltmeisterschaften 2005 erkämpften die Niederländerinnen die Bronzemedaille hinter Australien und Rumänien.